# Lagostominae
Lagostominae este o subfamilie din familia Chinchillidae și conține genul Lagostomus.